# بو هاي باك
بو هاي باك (بالإنجليزية: Bo Hi Pak)‏ هو شخصية أعمال وعسكري أمريكي، ولد في 18 أغسطس 1930 في مدينة آسان في كوريا الجنوبية، وتوفي في 12 يناير 2019.

## وصلات خارجية
- بو هاي باك على موقع إن إن دي بي (الإنجليزية)